# The Kaiser, the Beast of Berlin
The Kaiser, the Beast of Berlin (conosciuto anche con i titoli The Beast of Berlin o The Kaiser) è un film muto del 1918 scritto, prodotto, diretto e interpretato da Rupert Julian. Di impianto melodrammatico, è una pellicola di propaganda che mostra l'avidità politica del Kaiser Guglielmo II e che anticipa, di fantasia, la fine della guerra che, nella realtà, sarebbe finita solo l'11 novembre 1918, otto mesi dopo la distribuzione del film.

## Trama
Vanitoso e arrogante, l'imperatore Guglielmo è un tiranno che mira a ingrandire il suo impero con le guerre di conquista. Durante la prima guerra mondiale, la Germania invade il Belgio. Marcas, il fabbro, pur se ferito, salva la figlia da un soldato tedesco che vuole usarle violenza. La guerra continua anche sul mare. Un sommergibile tedesco agli ordini del capitano von Neigle affonda il transatlantico britannico Lusitania, provocando in seguito i rimorsi del comandante. Quando poi, il 6 aprile 1917, gli Stati Uniti entrano in guerra, le sorti del conflitto sono segnate: sconfitto, il Kaiser verrà consegnato dagli alleati al re del Belgio. In carcere, il Kaiser affronta il suo carceriere, Marcas il fabbro.

## Produzione
Benché la Universal sia citata da una fonte come la casa di produzione del film, altre fonti riportano che la pellicola sia stata la prima della Rupert Julian Productions, compagnia di produzione indipendente creata a Hollywood dal regista neozelandese. Le recensioni, poi, non accreditano nessuna casa di produzione.
In un'intervista moderna, Edgar G. Ulmer, affermò che Erich von Stroheim avrebbe scritto la sceneggiatura e rivestito nel film i panni di un generale tedesco.

## Distribuzione

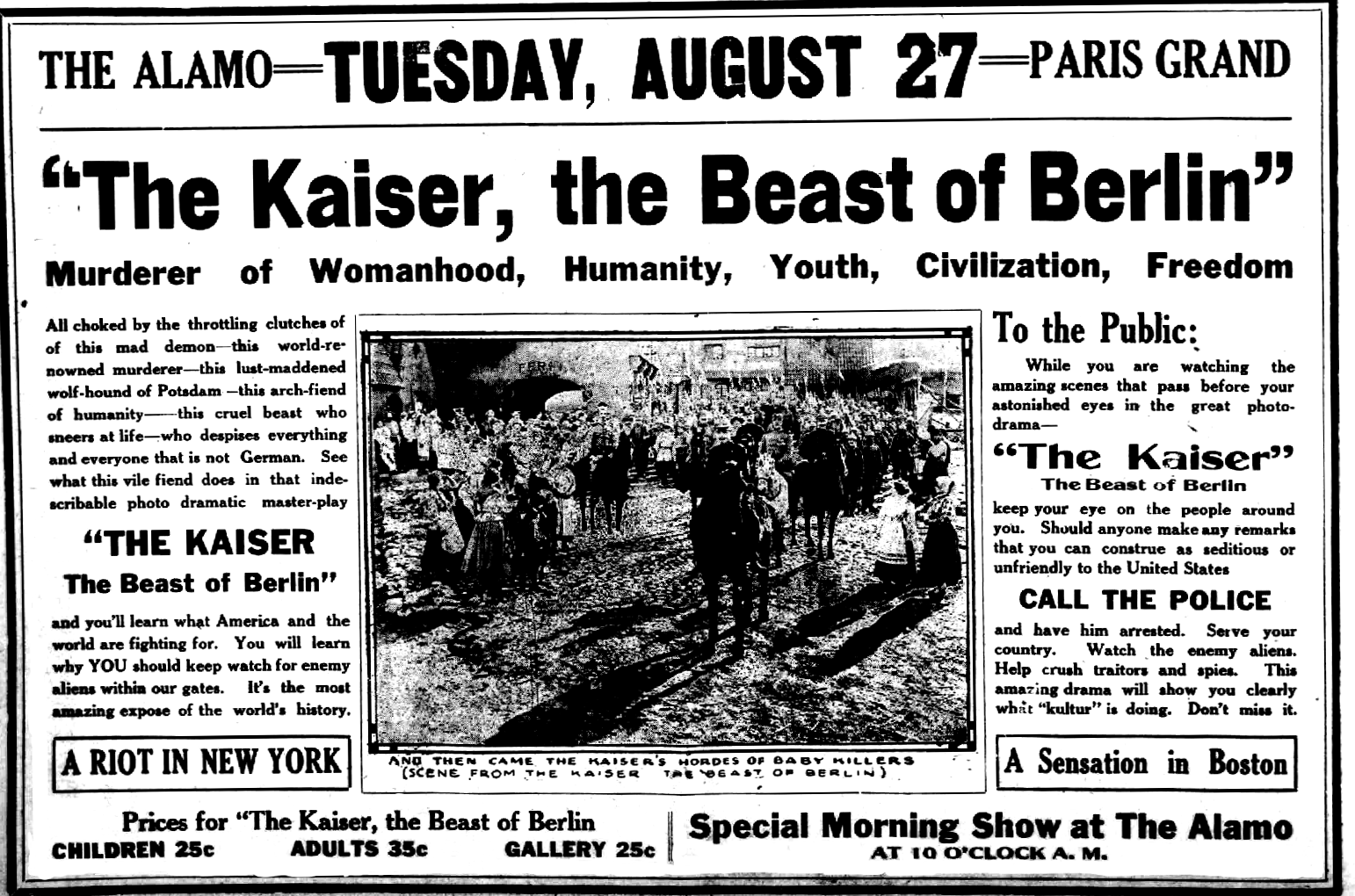
Pubblicità del film su quotidiano. Dice anche come spiare i propri vicini e avvisare la polizia se si rileva qualcosa di anormale

Il film fu distribuito a New York il 9 marzo 1918 dalla Renowned Pictures Corp. che ne registrò il copyright - con il numero LP12186 - l'11 marzo. In quel periodo, i diritti del film furono acquisiti dalla Jewel Productions che distribuì la pellicola in tutto il territorio degli Stati Uniti.
Non si conoscono copie ancora esistenti della pellicola che viene considerata presumibilmente perduta.